# Sphenorhina cruciata
Sphenorhina cruciata är en insektsart som beskrevs av Walker 1858. Sphenorhina cruciata ingår i släktet Sphenorhina och familjen spottstritar. Inga underarter finns listade i Catalogue of Life.